# Семен Мотора
Семен Мотора (?-1652) — сотник кодацької сотні, учасник повстання Острянина, учасник підкорення Сибіру, підкорювач ходинців та анаулів, приказчик Колими та Анадиря.

## З життєпису
Після невдалого повстання перейшов до Росії. У 1641 році розпочав піклування про переселення кодацької сотні на територію козацького Сибірського Війська.
З загоном Зиряна Д. М. в 1642 здійснив перехід з Лени на Індигірку, потім — на Алазею та Колиму. До літа 1649 служив в Нижньоколимському острозі.
23 квітня 1650 року сформований Моторою загін дійшов до Анадирського острогу — зимовища Семена Дежньова, де обидва вони вирішили «государеву службу служить вместе». Мотора став головою загону, а Дежньов його замісником. Протягом 1650—1652 років Дежньов разом в Моторою ходять на пошуки річки Пенжини (1650), лаштують походи в верхів'я Анюю на ходинців (1651) та на анаульського князька Мекерку (1652), в бою з загоном якого він і загинув.

## Жінка Варвара
Під час захисту повстанського табору біля Жовнина на Сулі відзначилася дружина Мотори — Варвара. Їй Острянин доручив стріляти особливо важливих персон у ворожому таборі, приставивши шість козаків заряджати мушкети та готувати стріли для неї. За версієї козаків амурського війська
на честь Варвари названі численні типонімічні об*єкти: Варварина сопка, Варварина Могила.